# アネモニン
アネモニンはキンポウゲ科の植物によく含まれる成分。プロトアネモニンの二量体であり、加水分解によりジカルボン酸であるアネモニン酸に変化する。

4,7-Dioxo-2-decenedioic acid（アネモニンの加水分解産物）

名前の由来はこの成分が最初に発見されたキンポウゲ科のイチリンソウ属（Anemone）である 。

## 用途
鎮痙や鎮痛といった作用が報告されている。また、色素沈着を阻害する作用も報告されており、化粧品としての使用も考えられている。